# Шубина, Галина Константиновна
Галина Константиновна Шубина (1902, Воронеж — 1980, Москва) — график в традициях русского авангарда 1920-х.

## Биография
Галина увлеклась акварелью с 13 лет и свои первые шаги в искусстве она начала в местной художественной школе. В особенности она была очарована работами Бакста. Все летние каникулы Галина проводила в своей «студии» — на чердаке большого сарая, где создавала свои первые картины и скульптуры из красной глины.
Любовь к ваятельному искусству увлекла Галину в Северную Пальмиру — на факультет скульптуры Ленинградской Академии художеств, однако через два года её «переманила» графика. На этом факультете она училась под руководством Митрохина и Кругликовой, специализирующихся на создании плакатов.
Свою лепту в становление творческой личности Галины Шубиной внесли Конашевич, Радлов, Шиллинговский и Петров-Водкин. По тематике рисунки Галины Шубиной 1920-х и 1930-х годов раскрывают образ театра, её ранние работы были созданы под влиянием движения «модерн», а более поздние — русским авангардом. Зачастую её работы отличаются глубокой меланхолией, а иногда намеренным эротизмом. Успешно окончив Академию художеств в конце 1920-х годов, Галина переехала в Москву, где занялась созданием политических плакатов и портретов. В тот период жизни её вдохновляли работы Дейнеки. Плакаты, созданные в начале 1930-х года и в предвоенные годы, «светились» яркостью и оптимизмом.
Талантом отличались все близкие Галины. Её дочь Галина Дмитриева — известный художник-график в Москве, её внучка, Анастасия Дмитриева, тоже посвятила себя кистям и краскам.

## Выставки
- 1929  — Искусство в массы, XI выставка Ассоциации художников революции (АХР), Москва
- 1936  — Выставка живописи и графики, Кисловодск
- 1939  — Выставка работ женщин-художниц к Международному женскому дню, Москва
- 1941  — Всесоюзная выставка советского плаката, Москва
- 1945  — Закрытый конкурс на плакат и лубок к выборам в Верховный Совет СССР
- 1948  — Советская женщина в искусстве, выставка с Марией Нестеровой, Париж
- 1952  — Всесоюзная художественная выставка, Москва
- 1952  — Всесоюзная художественная выставка, Тбилиси, Баку, Львов, Вильнюс, Рига, Таллин, Ленинград
- 1957  — Всесоюзная художественная выставка, посвященная 40-летию Октябрьской революции, Москва
- 1958  — Плакат 1917—1957, Москва
- 1959  — Девять художественных выставок в Москве, Москва
- 1961  — Выставка произведений московских художников, Москва
- 1964  — Москва — столица нашей Родины, Москва
- 1975  — Выставка трех художников: Галина Шубина, Василий Ёлкин, Николай Яковлев, Москва
- 1990  — Персональная выставка, Москва
- 1995  — Выставка с дочерью, Галина Дмитриева, Эрфурт, Германия
- 2003  — Персональная выставка, Gamborg Gallery, Москва
- 2005  — Реальность утопии, Музей современной истории России, Москва